# Caliscelis nero
Caliscelis nero är en insektsart som beskrevs av Ronald Gordon Fennah 1967. Caliscelis nero ingår i släktet Caliscelis och familjen Caliscelidae. Inga underarter finns listade i Catalogue of Life.